# Quyền phủ quyết

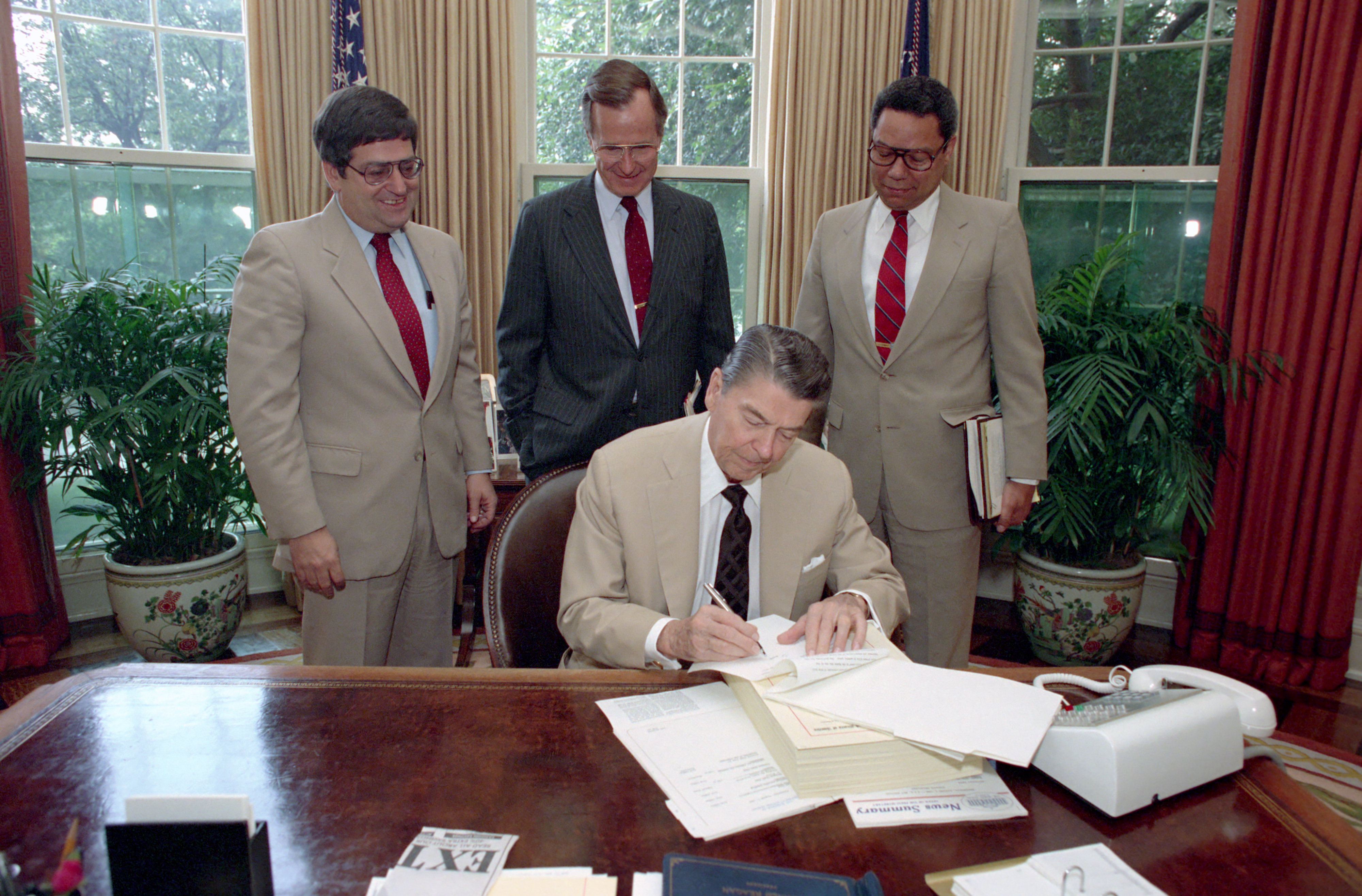
Tổng thống Hoa Kỳ Ronald Reagan ký phủ quyết một dự luật.

Quyền phủ quyết là quyền đơn phương bác bỏ một hành động chính thức. Ví dụ: tổng thống hoặc vua phủ quyết một dự luật. Ở nhiều quốc gia, quyền phủ quyết được quy định trong hiến pháp. Các cấp chính quyền khác, chẳng hạn như chính quyền tiểu bang, tỉnh hoặc địa phương, và các tổ chức quốc tế cũng có quyền phủ quyết.
Một số quyền phủ quyết có thể bị đa số tuyệt đối bác bỏ. Ví dụ: ở Hoa Kỳ, ít nhất hai phần ba số hạ nghị sĩ và thượng nghị sĩ có thể bác bỏ quyền phủ quyết của tổng thống. Tuy nhiên, một số quyền phủ quyết là tuyệt đối và không thể bị bác bỏ. Ví dụ: năm thành viên thường trực của Hội đồng Bảo an Liên Hợp Quốc có quyền phủ quyết tuyệt đối đối với nghị quyết của Hội đồng Bảo an.
Trong nhiều trường hợp, quyền phủ quyết chỉ có thể được sử dụng để bác bỏ một quyết định. Một số quyền phủ quyết cũng cho phép thực hiện hoặc đề xuất  thay đổi. Ví dụ: tổng thống Ấn Độ có thể sử dụng quyền phủ quyết để đề xuất sửa đổi dự luật.
Quyền phủ quyết luật là một trong những công cụ chính của chính phủ trong quá trình lập pháp cùng với quyền trình dự luật. Quyền phủ quyết thường được quy định trong tổng thống chế và bán tổng thống chế. Trong thể chế nghị viện, nguyên thủ quốc gia thường có quyền phủ quyết yếu hoặc không có quyền phủ quyết.
Quyền phủ quyết bắt nguồn từ các chức vụ quan chấp chính và quan bảo dân của La Mã cổ đại. Mỗi năm hai quan chấp chính được bầu ra với nhiệm kỳ một năm, mỗi quan chấp chính có thể ngăn chặn hành động quân sự hoặc dân sự của quan chấp chính kia. Quan bảo dân có quyền ngăn chặn hành động của quan chính vụ hoặc các sắc lệnh của Viện nguyên lão La Mã.

## Lịch sử

### La Mã cổ đại

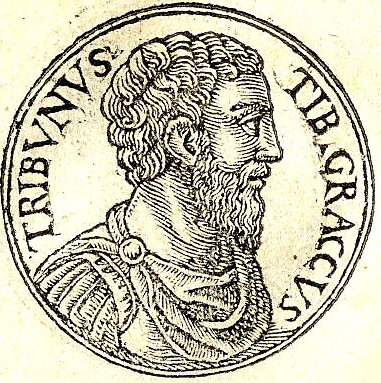
Tiberius Gracchus, một quan hộ dân bình dân La Mã

Định chế quyền phủ quyết (intercessio) được Cộng hòa La Mã thiết lập vào thế kỷ 6 TCN để cho phép các quan hộ dân bảo vệ quyền lợi của bình dân khỏi sự xâm phạm của quý tộc, là tầng lớp chi phối Viện nguyên lão. Quyền phủ quyết của quan hộ dân tuy không ngăn cản Viện nguyên lão thông qua dự luật nhưng không cho phép dự luật có hiệu lực. Quan hộ dân cũng có thể sử dụng quyền phủ quyết để ngăn chặn dự luật được đưa ra trước Hội đồng bình dân. Quan chấp chính cũng có quyền phủ quyết vì việc ra quyết định thường phải có sự đồng ý của cả hai quan chấp chính. Nếu một quan chấp chính không đồng ý thì có thể sử dụng quyền phủ quyết để bác bỏ hành động của quan chấp chính kia. Quyền phủ quyết là một thành phần thiết yếu trong quan niệm của người La Mã rằng quyền lực không chỉ được sử dụng để quản lý nhà nước mà còn để điều tiết, hạn chế quyền lực của các quan chức và thể chế cấp cao của nhà nước.
Khi cuộc cải cách ruộng đất do quan hộ dân Tiberius Gracchus khởi xướng vào năm 133 TCN bị quan hộ dân Marcus Octavius phủ quyết, Gracchus thuyết phục Hội đồng bình dân bãi nhiệm ông với lý do rằng ông là quan hộ dân nhưng không bảo vệ quyền lợi của dân. Tuy nhiên, Gracchus và một số người ủng hộ bị các thành viên Viện nguyên lão phản đối cuộc cải cách giết hại, dẫn đến một thời kỳ nội loạn ở Roma.

### Quyền phủ quyết tự do
Theo hiến pháp của Liên bang Ba Lan và Lietuva vào thế kỷ 17 và 18, dự luật phải được nghị viện (Sejm hoặc Seimas) nhất trí thông qua. Nếu một nghị sĩ sử dụng quyền phủ quyết tự do (liberum veto) thì dự luật đó và tất cả các luật được thông qua tại kỳ họp đều bị bãi bỏ và kỳ họp đó bị bế mạc. Trong "nền dân chủ Ba Lan", quyền phủ quyết tự do bắt nguồn từ quan điểm rằng mọi quý tộc người Ba Lan đều bình đẳng bất kể giàu nghèo. Tuy nhiên, quyền phủ quyết tự do làm tê liệt quyền lực của nghị viện và cộng với một loạt các vị vua bù nhìn yếu kém dẫn đến sự phân chia Ba Lan vào cuối thế kỷ 18.

### Hiện đại

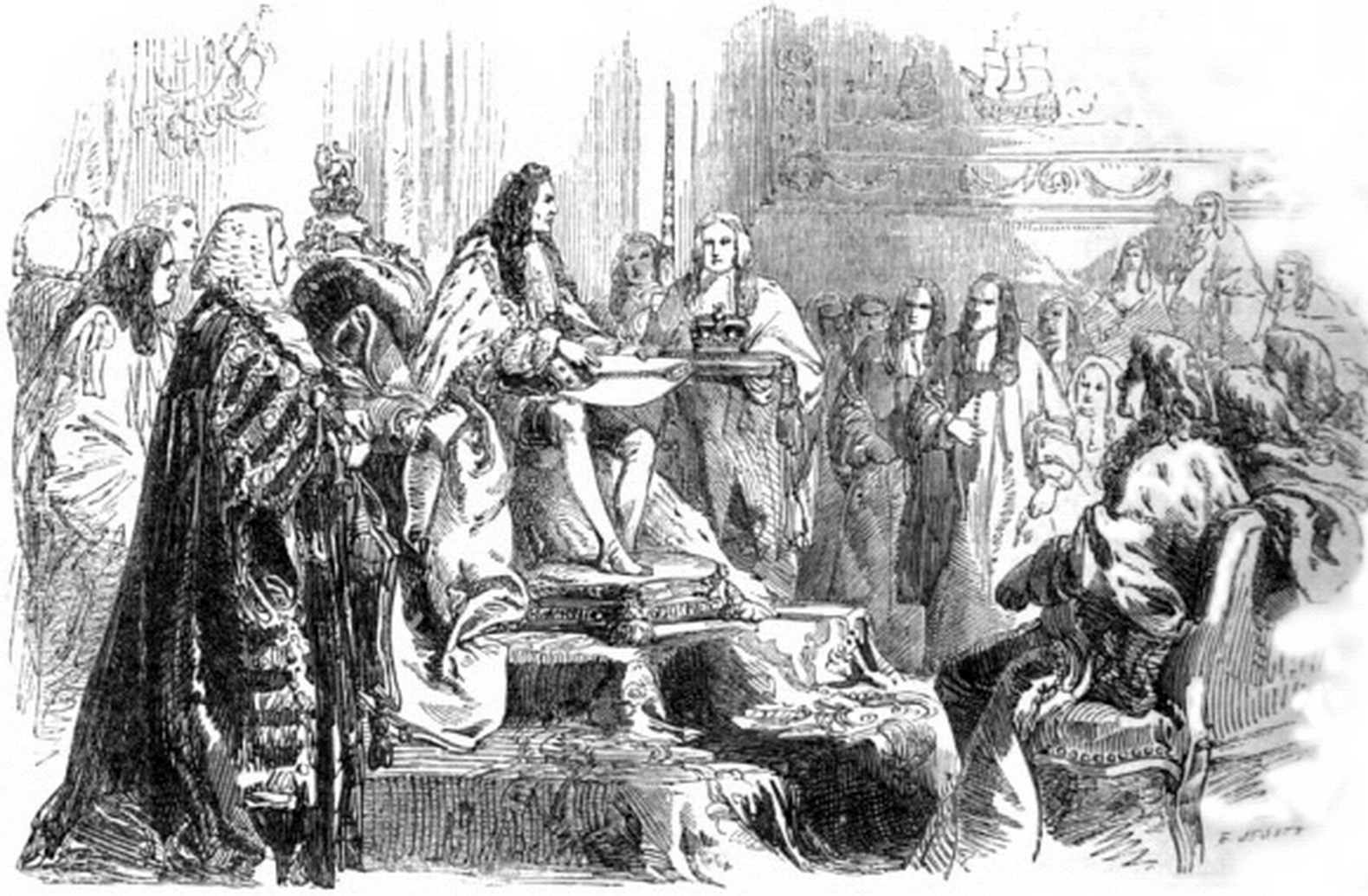
William III của Anh ngự phê Luật Khoan dung 1688.

Quyền phủ quyết hiện đại bắt nguồn từ quyền ngự phê của các quân chủ châu Âu, trong đó dự luật phải được quân chủ phê chuẩn để có hiệu lực. Quyền ngự phê phát triển từ việc luật lệ từng do quân chủ ban hành, ví dụ như ở Anh cho đến thời trị vì của Edward III vào thế kỷ 14. Quân chủ Anh ngừng sử dụng quyền từ chối ngự phê tại Anh sau năm 1708, nhưng tiếp tục sử dụng rộng rãi quyền hạn này ở các thuộc địa. Việc lạm dụng quyền từ chối ngự phê được đề cập trong Tuyên ngôn Độc lập Hoa Kỳ.
Sau Cách mạng Pháp, hàng trăm đề xuất thay đổi quyền phủ quyết của quân chủ được đưa ra. Hiến pháp Pháp 1791 quy định Quốc vương Louis XVI không còn quyền phủ quyết tuyệt đối mà chỉ có phủ quyết tạm thời có thể bị quá nửa số thành viên Hội đồng Lập pháp bác bỏ trong hai kỳ họp liên tiếp trong thời hạn từ bốn đến sáu năm. Sau khi chế độ quân chủ bị phế bỏ vào năm 1792, vấn đề quyền phủ quyết của quân chủ trở nên vô nghĩa.
Quyền phủ quyết của tổng thống được những nhà tư tưởng cộng hòa cổ điển đề ra vào thế kỷ 18 và 19 như một công cụ hạn chế quyền lực của quốc hội. Tuy nhiên, một số nhà tư tưởng cộng hòa như Thomas Jefferson cho rằng quyền phủ quyết là một tàn tích của chế độ quân chủ phải bị bãi bỏ. Ban đầu, hầu hết các quyền phủ quyết của tổng thống, chẳng hạn như quyền phủ quyết ở Hoa Kỳ, đều là quyền phủ quyết có điều kiện mà cơ quan lập pháp có thể bác bỏ để tránh tập trung quá nhiều quyền lực vào tổng thống. Có một số ngoại lệ: hiến pháp Chile 1833 trao cho tổng thống Chile quyền phủ quyết tuyệt đối.

## Phân loại
Hầu hết các quyền phủ quyết hiện đại đều nhằm mục đích kiểm soát quyền lực nhà nước hoặc một cơ quan nhà nước, thường là cơ quan lập pháp. Trong những nhà nước được tổ chức theo nguyên tắc quyền lực phân lập, quyền phủ quyết có thể được phân loại theo cơ quan sử dụng quyền phủ quyết: quyền phủ quyết hành pháp, lập pháp hoặc tư pháp.
Quyền phủ quyết đã được sử dụng để bảo vệ quyền lợi của các giai cấp, tầng lớp hoặc nhóm người. Ở các thuộc địa Anh, thống đốc tiếp tục sử dụng quyền từ chối ngự phê sau khi quân chủ Anh đã ngừng sử dụng, có tác dụng cân bằng quyền lực giữa các thể chế nhà nước. Ở La Mã cổ đại, quan hộ dân sử dụng quyền phủ quyết để bảo vệ quyền lợi của bình dân khỏi sự xâm phạm của quý tộc. Trong quá trình bãi bỏ chế độ apartheid, "quyền phủ quyết da trắng" được đề ra để bảo vệ quyền lợi của người Nam Phi da trắng nhưng không được thiết lập. Gần đây, có đề xuất trao quyền phủ quyết cho người bản địa đối với các dự án công nghiệp trên đất bản địa sau khi Tuyên ngôn về quyền của các dân tộc bản địa được thông qua vào năm 2007. Tuy nhiên, nhiều nước chưa quy định quyền phủ quyết này.
Quyền phủ quyết được phân loại dựa trên việc quyền phủ quyết có thể bị bác bỏ hay không và phương thức bác bỏ. Quyền phủ quyết tuyệt đối không thể bị bác bỏ. Quyền phủ quyết có điều kiện có thể bị đa số tuyệt đối bác bỏ, chẳng hạn như hai phần ba hoặc ba phần năm. Quyền phủ quyết tạm thời có thể bị đa số bác bỏ và chỉ có tác dụng trì hoãn hiệu lực của luật.

### Các loại quyền phủ quyết của nguyên thủ

Tổng thống Hoa Kỳ Bill Clinton ký phủ quyết một phần Luật Cân đối ngân sách 1997.

Quyền phủ quyết toàn phần có tác dụng phủ quyết toàn bộ một đạo luật. Quyền phủ quyết một phần cho phép nguyên thủ bác bỏ một số phần cụ thể của luật nhưng vẫn giữ nguyên phần còn lại. Quyền phủ quyết một phần tạo vị thế đàm phán mạnh hơn quyền phủ quyết toàn phần. Quyền phủ quyết sửa đổi có tác dụng gửi trả luật về cơ quan lập pháp kèm với các đề xuất sửa đổi mà cơ quan lập pháp có thể chấp nhận hoặc bác bỏ. Tác dụng của quyền phủ quyết không bị cơ quan lập pháp bác bỏ tùy thuộc vào chế độ: dự luật bị phủ quyết có thể không được ban hành hoặc tự động trở thành luật. Quyền phủ quyết sửa đổi thường được coi là một quyền phủ quyết đặc biệt mạnh vì cho phép nguyên thủ tham gia vào quá trình lập pháp.
Một số quyền phủ quyết chỉ được sử dụng đối với ngân sách nhà nước (như quyền phủ quyết một phần ở một số tiểu bang của Hoa Kỳ hoặc quyền phủ quyết tài chính ở New Zealand), các vấn đề không liên quan đến ngân sách nhà nước (như ở Phần Lan) hoặc các vấn đề hiến pháp (như ở Nam Phi). Quyền phủ quyết không bị giới hạn về vấn đề được gọi là "quyền phủ quyết chính sách".
Một loại quyền phủ quyết ngân sách là quyền phủ quyết cắt giảm, được quy định ở một số tiểu bang của Hoa Kỳ. Quyền phủ quyết cắt giảm cho phép chính phủ cắt giảm các khoản chi ngân sách nhà nước. Thủ tục bác bỏ quyền phủ quyết có thể khác nhau tùy thuộc vào quyền phủ quyết. Ví dụ: tại Illinois, nếu nghị viện không bác bỏ quyền phủ quyết cắt giảm thì dự toán ngân sách nhà nước vẫn có hiệu lực, trong khi nếu nghị viện không bác bỏ quyền phủ quyết sửa đổi thì dự luật không được thông qua.
Quyền phủ quyết ngầm là khi chính phủ hoặc nguyên thủ quốc gia không hành động. Ví dụ: ở Hoa Kỳ, nếu tổng thống không ký dự luật trong thời gian Quốc hội ngừng họp thì dự luật không trở thành luật. Quyền phủ quyết ngầm không thể bị bác bỏ.
Một số quyền phủ quyết bị giới hạn về phạm vi. Quyền phủ quyết hiến pháp chỉ cho phép phủ quyết dự luật trái với hiến; ngược lại, "quyền phủ quyết chính sách" có thể được sử dụng bất cứ khi nào nguyên thủ không đồng ý với dự luật.

### Quyền phủ quyết lập pháp
Quyền phủ quyết lập pháp là quyền phủ quyết do cơ quan lập pháp thực hiện đối với chính phủ, như quyền phủ quyết lập pháp của 28 cơ quan lập pháp tiểu bang của Hoa Kỳ. Quyền phủ quyết lập pháp cũng có thể là quyền phủ quyết được một viện của cơ quan lập pháp lưỡng viện thực hiện đối với viện khác, chẳng hạn như quyền phủ quyết của Thượng viện Fiji đối với Hạ viện Fiji trước khi Thượng viện bị bãi bỏ.

### Quyền phủ quyết tư cách ứng cử viên
Trong một số hệ thống chính trị, một cơ quan cụ thể có thể phủ quyết tư cách ứng cử viên.
Một số quân chủ Công giáo ở châu Âu từng có quyền phủ quyết ứng cử viên giáo hoàng, được gọi là jus exclusivae. Quyền lực này được Franz Joseph I của Áo sử dụng lần cuối cùng vào năm 1903.
Ở Iran, Hội đồng Giám hộ hiến pháp xem xét tư cách ứng cử viên và có quyền phủ quyết luật.
Tại Trung Quốc, sau chiến thắng vang dội của phe dân chủ trong cuộc bầu cử Hội đồng quận Hồng Kông 2019, Đại hội đại biểu Nhân dân toàn quốc thông qua cải cách hệ thống bầu cử vào năm 2021, thành lập Ủy ban thẩm tra tư cách ứng cử viên do đặc khu trưởng Hồng Kông bổ nhiệm, có nhiệm vụ xem xét tư cách ứng cử viên Hội đồng Lập pháp Hồng Kông.

## Cân bằng quyền lực
Trong tổng thống chế và bán tổng thống chế, quyền phủ quyết là một quyền lập pháp của tổng thống. Trong khi quyền trình dự luật trước quốc hội là một quyền chủ động, quyền phủ quyết là một quyền bị động vì tổng thống không thể phủ quyết một dự luật cho đến khi được cơ quan lập pháp thông qua.
Quyền phủ quyết của nguyên thủ thường được đánh giá là "mạnh" hoặc "yếu" tùy theo phạm vi, thời hạn thực hiện quyền phủ quyết và điều kiện bác bỏ quyền phủ quyết. Đại khái đa số để bác bỏ quyền phủ quyết càng lớn thì quyền phủ quyết càng mạnh.

## Trên thế giới

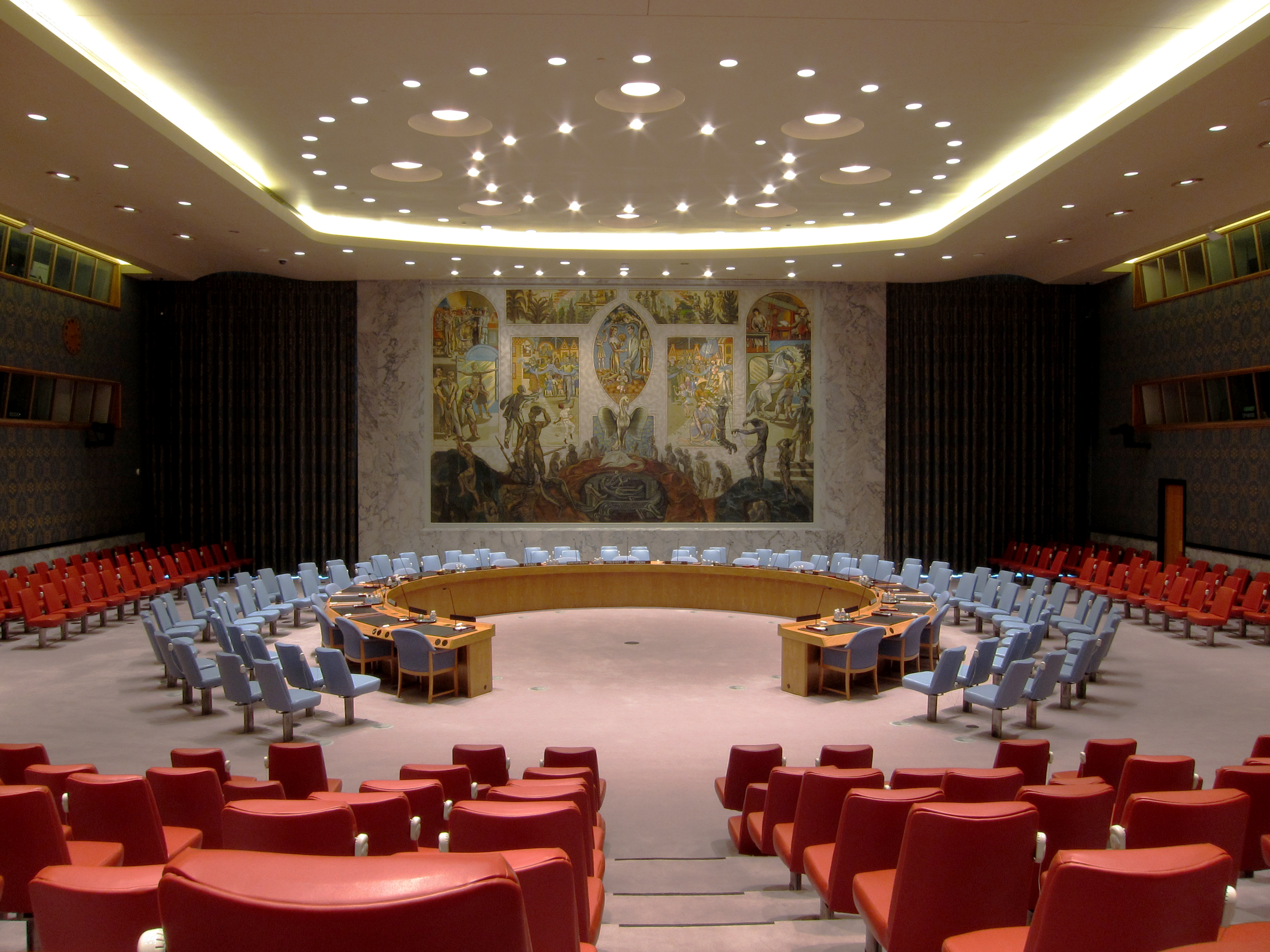
Phòng họp của Hội đồng Bảo an Liên Hợp Quốc.

Trên thế giới, quyền phủ quyết của nguyên thủ đối với cơ quan lập pháp là đặc trưng của tổng thống chế và bán tổng thống chế và quyền phủ quyết mạnh thường đi liền với quyền tổng thống mạnh. Trong thể chế đại nghị, quyền phủ quyết của nguyên thủ quốc gia thường yếu hoặc không tồn tại. Đặc biệt, trong hệ thống Westminster và hầu hết các chế độ quân chủ lập hiến, quyền từ chối ngự phê luật của quân chủ là một quyền hạn dự phòng hiếm khi được sử dụng.

### Tổ chức quốc tế
- Liên Hợp Quốc: năm thành viên thường trực của Hội đồng Bảo an Liên Hợp Quốc có quyền phủ quyết tuyệt đối đối với nghị quyết của Hội đồng Bảo, ngoại trừ các vấn đề thủ tục.[24] Mọi thành viên thường trực đều đã sử dụng quyền phủ quyết.[25] Mộ thành viên thường trực không đồng ý với một nghị quyết nhưng không muốn sử dụng quyền phủ quyết có thể biểu quyết trắng.[25] Năm 1946, Liên Xô là thành viên thường trực đầu tiên biểu quyết trắng sau khi kiến nghị sửa đổi một nghị quyết yêu cầu Anh rút quân khỏi Liban và Syria bị bác bỏ.[26]
- Liên minh châu Âu:  các thành viên Hội đồng Liên minh châu Âu có quyền phủ quyết trong một số lĩnh vực nhất định, như chính sách đối ngoại và việc kết nạp quốc gia thành viên mới, vì quyết định trong những lĩnh vực này phải được nhất trí tán thành. Ví dụ: Bulgaria phủ quyết việc Bắc Macedonia đàm phán gia nhập Liên minh châu Âu[27] và Anh vào thập niên 1980 (lúc đó là thành viên của Cộng đồng Kinh tế châu Âu, tiền thần của Liên minh châu Âu) được giảm khoản đóng góp ngân sách Liên minh châu Âu bằng cách đe dọa phủ quyết luật.[28] Ngoài ra, Nghị viện châu Âu và Hội đồng Liên minh châu Âu có thể phủ quyết văn bản pháp quy do Ủy ban châu Âu ban hành theo thẩm quyền được Nghị viện châu Âu và Hội đồng Liên minh châu Âu ủy quyền.[29][30] Cơ chế này được quy định lần đầu tiên vào năm 2006 đối với "thủ tục lập quy chịu sự giám sát" và "văn bản được ủy quyền" vào năm 2009 theo Hiệp ước Lisboa.[31] Quyền phủ quyết hiếm khi được sử dụng: từ năm 2006 đến năm 2016, Nghị viện châu Âu phủ quyết 14 văn bản, Hội đồng Liên minh châu Âu phủ quyết 15 văn bản.[31]

### Châu Phi

Châu Phi

- Benin: tổng thống có quyền đề nghị Quốc hội xem xét lại luật chậm nhất là 15 ngày kể từ ngày được thông qua (hoặc năm ngày nếu luật được chỉ định là cấp bách).[32] Quốc hội có thể bác bỏ quyền phủ quyết nếu quá nửa tổng số nghị sĩ Quốc hội biểu quyết tán thành.[32] Trong trường hợp tổng thống đề nghị xem xét lại luật lần thứ hai thì Quốc hội có thể yêu cầu Tòa án Hiến pháp xem xét tính hợp hiến của luật. Nếu Tòa án Hiến pháp xác định luật không trái với hiến pháp thì luật được công bố.[33][34] Trong trường hợp tổng thống không công bố hoặc đề nghị Quốc hội xem xét lại luật trong thời hạn 15 hoặc năm ngày thì luật được coi là bị phủ quyết và Quốc hội có thể yêu cầu Tòa án Hiến pháp tuyên bố luật không trái với hiến pháp và có hiệu lực.[34] Ví dụ: năm 2008, Tổng thống Thomas Boni Yayi không công bố một đạo luật quy định ngày chấm dứt "các biện pháp đặc biệt" mà tổng thống đã sử dụng để buộc Quốc hội tiếp tục họp mà yêu cầu Tòa án Hiến pháp xem xét tính hợp hiến của đạo luật.[35] Tòa án Hiến pháp phán quyết rằng chỉ có Quốc hội mới có quyền đề nghị Tòa án Hiến pháp sau thời hạn công bố luật.[35]
- Cameroon: tổng thống có quyền đề nghị Quốc hội xem xét lại luật chậm nhất là 15 ngày kể từ ngày được thông qua[36][37] Luật phải được ít nhất quá nửa tổng số nghị sĩ Quốc hội biểu quyết tán thành.[36]
- Liberia: Điều 35 Hiến pháp Liberia 1986 quy định tổng thống phải công bố luật chậm nhất là 20 ngày kể từ ngày được thông qua nhưng có quyền phủ quyết toàn bộ hoặc một phần của luật. Luật bị phủ quyết phải được ít nhất hai phần ba số hạ nghị sĩ và thượng nghị sĩ biểu quyết tán thành. Trong trường hợp tổng thống không công bố luật trong thời hạn 20 ngày mà Quốc hội đang ngừng họp thì luật không được ban hành.[38]
- Nam Phi: tổng thống có quyền phủ quyết yếu.[39] Tổng thống có quyền đề nghị xem xét lại luật nếu tổng thống cho rằng luật trái với hiến pháp. Trong trường hợp Hạ viện thông qua luật lần thứ hai thì tổng thống phải công bố luật hoặc yêu cầu Tòa án Hiến pháp xem xét tính hợp hiến của luật.[40] Nếu Tòa án Hiến pháp xác định luật không trái với hiến pháp thì tổng thống bắt buộc phải công bố luật.
- Uganda: tổng thống có quyền phủ quyết toàn phần và một phần.[41] Tổng thống có quyền đề nghị Quốc hội xem xét lại luật chậm nhất là 30 ngày kể từ ngày tiếp nhận luật.[41] Quốc hội có thể bác bỏ quyền phủ quyết nếu ít nhất quá nửa số nghị sĩ Quốc hội biểu quyết tán thành. Trong trường hợp tổng thống đề nghị xem xét lại lần thứ hai thì luật phải được ít nhất hai phần ba số nghị sĩ Quốc hội biểu quyết tán thành.[41] Ví dụ: Luật Sửa đổi thuế thu nhập 2016 bị phủ quyết hai lần trước khi được thông qua.[42][43]
- Zambia: tổng thống từng có quyền phủ quyết ngầm, cụ thể là trong trường hợp tổng thống không công bố luật hoặc đề nghị Quốc hội xem xét lại thì luật không được ban hành.[44] Quyền phủ quyết này bị bãi bỏ trong sửa đổi hiến pháp vào năm 2016.[45][46]

### Châu Mỹ

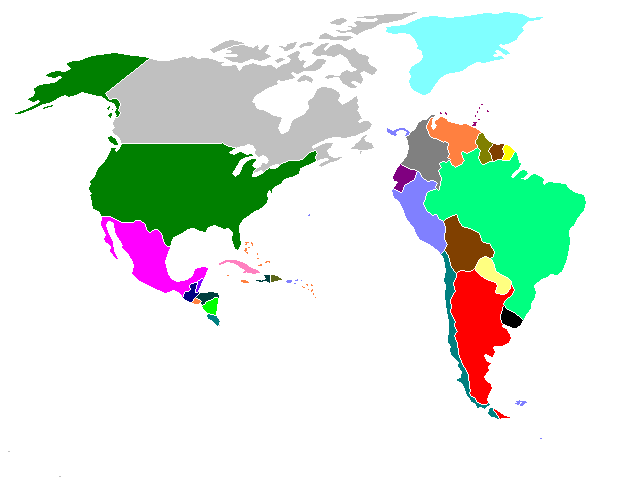
Châu Mỹ

- Brasil: tổng thống có quyền phủ quyết toàn phần hoặc một phần dự luật được Quốc hội thông qua, ngoại trừ sửa đổi hiến pháp và pháp lệnh. Tổng thống không được sử dụng quyền phủ quyết một phần đối với từng chữ hoặc câu của dự luật. Luật bị phủ quyết phải được ít nhất quá nửa tổng số hạ nghị sĩ và thượng nghị sĩ biểu quyết tán thành.
- Canada: Hội đồng Quốc vương Cơ mật viện (trong thực tế là Nội các Anh) có quyền chỉ đạo toàn quyền phủ quyết hoặc không ngự phê luật.[47] Quyền hạn này được sử dụng lần cuối vào năm 1873 và đã bị Tuyên ngôn Balfour 1926 bãi bỏ về mặt ngoại giao và chính trị và bị Đạo luật Westminster 1931 bãi bỏ về mặt pháp lý. Ở cấp tỉnh bang, tỉnh trưởng có quyền đề nghị Nội các xem xét dự luật của tỉnh bang. Quyền hạn này được tỉnh trưởng Saskatchewan sử dụng lần cuối vào năm 1961.[48] Ngoài ra, Hội đồng Toàn quyền Cơ mật viện (Nội các) có quyền bãi bỏ luật của nghị viện tỉnh bang chậm nhất là một năm kể từ ngày được thông qua.
- Cộng hòa Dominica: tổng thống có quyền phủ quyết toàn phần (observación a la ley). Tổng thống có quyền gửi trả luật kèm theo lý do về Quốc hội chậm nhất là mười ngày kể từ ngày được thông qua.[49] Luật bị gửi trả phải được ít nhất hai phần ba số hạ nghị sĩ và thượng nghị sĩ biểu quyết tán thành.[49]
- Ecuador: tổng thống có quyền phủ quyết toàn phần và sửa đổi (veto parcial).[50] Tổng thống có quyền phủ quyết luật chậm nhất là mười ngày kể từ ngày được thông qua. Đối với phủ quyết sửa đổi thì luật phải được ít nhất hai phần ba tổng số nghị sĩ Quốc hội biểu quyết tán thành chậm nhất là 30 ngày kể từ ngày bị phủ quyết, nếu không thì luật được ban hành với sửa đổi của tổng thống.[50][51] Quốc hội bác bỏ khoảng 20% quyền phủ quyết sửa đổi.[52] Đối với phủ quyết toàn phần thì Quốc hội không được biểu quyết bác bỏ trong thời hạn một năm.[50]
- El Salvador: tổng thống có quyền phủ quyết toàn phần và sửa đổi. Tổng thống có quyền gửi trả luật về Quốc hội chậm nhất là tám ngày kể từ ngày được thông qua.[53] Đối với phủ quyết sửa đổi thì Quốc hội quyết định chấp nhận sửa đổi, bổ sung theo quá nửa số nghị sĩ Quốc hội. Đối với phủ quyết toàn phần thì luật phải được ít nhất hai phần ba số nghị sĩ Quốc hội biểu quyết tán thành.[53]
- México: tổng thống có quyền phủ quyết toàn phần và sửa đổi. Tổng thống có quyền gửi trả dự luật về Quốc hội chậm nhất là mười ngày kể từ ngày được thông qua.[53] Luật bị phủ quyết toàn phần phải được ít nhất hai phần ba số hạ nghị sĩ và thượng nghị sĩ biểu quyết tán thành.[53] Trong trường hợp phủ quyết sửa đổi thì Quốc hội quyết định chấp nhận sửa đổi, bổ sung theo quá nửa số hạ nghị sĩ và thượng nghị sĩ.[54]
- Hoa Kỳ: tổng thống có quyền phủ quyết dự luật được Quốc hội thông qua. Quốc hội có thể bác bỏ quyền phủ quyết nếu ít nhất hai phần ba số hạ nghị sĩ và thượng nghị sĩ biểu quyết tán thành.[55] Tổng thống được trao quyền phủ quyết một phần vào thập niên 1990 nhưng quyền hạn này nhanh chóng bị Tòa án Tối cao tuyên bố trái với hiến pháp vì vi phạm quyền lực phân lập. Tất cả 50 thống đốc đều có quyền phủ quyết toàn phần.[56] Nhiều thống đốc cũng có những quyền phủ quyết khác, như quyền phủ quyết sửa đổi, một phần và giảm chi ngân sách nhà nước.[56] Tổng thống và một số thống đốc có quyền phủ quyết ngầm bằng cách không ký một dự luật cho đến khi cơ quan lập pháp ngừng họp, có hiệu lực phủ quyết mà không thể bị bác bỏ.[18][57]

### Châu Á

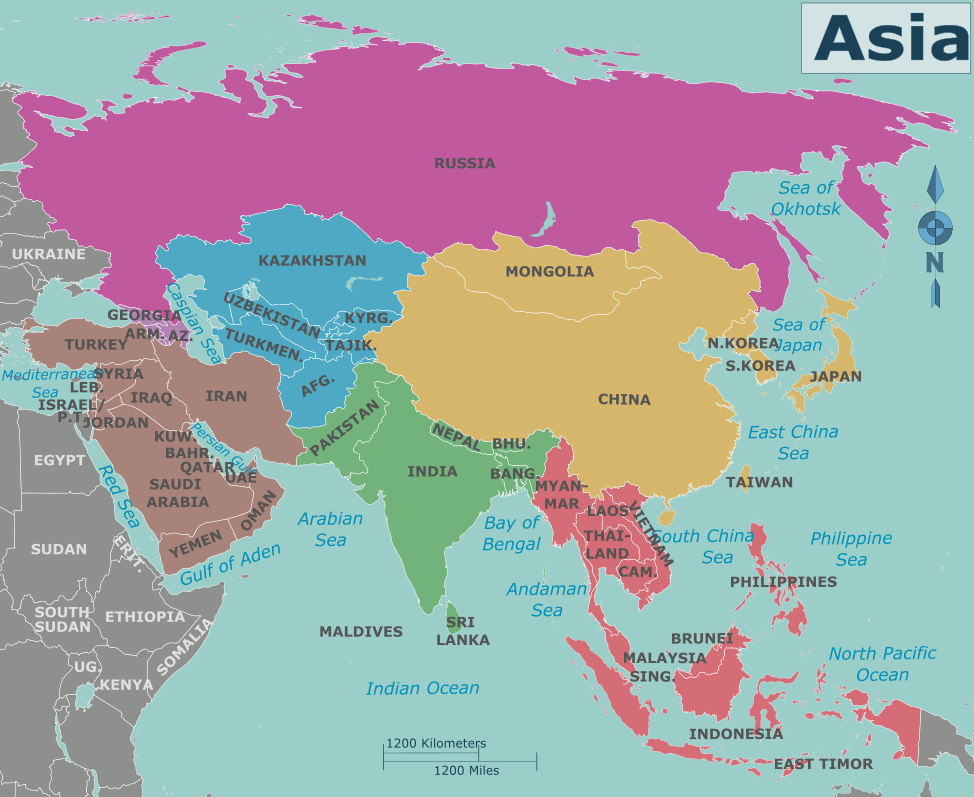
Châu Á

- Trung Quốc: Hiến pháp nước Cộng hòa Nhân dân Trung Hoa quy định Đại hội đại biểu Nhân dân toàn quốc có quyền bãi bỏ các văn bản pháp quy hành chính của Quốc vụ viện.[58]
- Gruzia: tổng thống có quyền gửi trả một dự luật kèm với đề xuất sửa đổi về Quốc hội chậm nhất là hai tuần kể từ ngày nhận dự luật. Quốc hội quyết định chấp nhận đề xuất sửa đổi theo quá nửa số nghị sĩ Quốc hội.[59] Trong trường hợp Quốc hội bác bỏ đề xuất sửa đổi thì luật phải được ít nhất quá nửa tổng số nghị sĩ Quốc hội biểu quyết tán thành.[59] Trước khi hiến pháp được sửa đổi vào thập niên 2010, tổng thống có quyền phủ quyết toàn phần và sửa đổi chỉ có thể bị bác bỏ nếu ít nhất ba phần năm số nghị sĩ Quốc hội biểu quyết tán thành.[60]
- Ấn Độ: tổng thống có quyền phủ quyết tuyệt đối, tạm thời và ngầm. Tổng thống có quyền đề nghị Quốc hội xem xét lại dự luật và đề xuất sửa đổi, bổ sung dự luật. Dự luật phải được ít nhất quá nửa số hạ nghị sĩ và thượng nghị sĩ biểu quyết tán thành. Dự luật được Quốc hội thông qua lại phải được tổng thống công bố và có hiệu lực chậm nhất là 14 ngày kể từ ngày được thông qua. Tổng thống cũng có quyền giữ dự luật vô thời hạn. Tổng thống có quyền từ chối công bố dự luật nhưng quyền hạn này chỉ được sử dụng một lần đối với mỗi dự luật.[61][62][63]
- Indonesia: quyền phủ quyết của tổng thống bị bãi bỏ sau sửa đổi hiến pháp 2002.[64] Tuy nhiên, tổng thống có quyền ban hành "văn bản pháp quy thay pháp luật" (Peraturan Pemerintah Pengganti Undang-Undang hoặc perppu) tạm thời ngăn luật có hiệu lực.[65] Hội đồng Đại diện Nhân dân có quyền bãi bỏ văn bản pháp quy của tổng thống.[66] Ngoài ra, Hiến pháp quy định luật phải được Hội đồng Đại diện Nhân dân và tổng thống chấp thuận nên tổng thống có thể từ chối chấp thuận một đạo luật.[65] Tuy nhiên, nguyên thẩm phán Tòa án Hiến pháp Patrialis Akbar cho rằng những quyền hạn này không phải là một hình thức quyền phủ quyết.[67]
- Iran: Hội đồng Giám hộ hiến pháp có quyền phủ quyết luật của Quốc hội Iran[68] trái với hiến pháp hoặc luật Hồi giáo. Việc phủ quyết luật trái với hiến pháp phải được ít nhất quá nửa số thành viên Hội đồng Giám hộ hiến pháp biểu quyết tán thành, trong khi việc phủ quyết luật trái với luật Hồi giáo phải được ít nhất số thành viên fuqaha Hội đồng Giám hộ hiến pháp biểu quyết tán thành.[69] Hội đồng Giám hộ hiến pháp cũng có quyền phủ quyết ứng cử viên một số chức danh.[68]
- Nhật Bản: thiên hoàng không có quyền phủ quyết luật.[70][71] Tuy nhiên, Luật tự trị địa phương 1947 quy định người đứng đầu chính quyền cấp tỉnh và cấp hạt có quyền phủ quyết luật địa phương. Nếu người đứng đầu chính quyền địa phương cho rằng luật địa phương trái với luật quốc gia thì phải phủ quyết luật.[72] Hội đồng địa phương có thể bác bỏ quyền phủ quyết nếu ít nhất hai phần ba số thành viên biểu quyết tán thành.[73]
- Hàn Quốc: tổng thống có quyền đề nghị Quốc hội xem xét lại một dự luật.[74] Hiến pháp cấm tổng thống phủ quyết một phần hoặc đề nghị sửa đổi dự luật.[75] Dự luật phải được ít nhất hai phần ba số nghị sĩ Quốc hội biểu quyết tán thành.[76] Hiếm khi Quốc hội bác bỏ quyền phủ quyết của tổng thống: Quốc hội bác bỏ quyền phủ quyết của Tổng thống Roh Moo-hyun về một cuộc điều tra tham nhũng vào năm 2003, là lần đầu tiên Quốc hội bác bỏ quyền phủ quyết trong 49 năm.[77]
- Philippines: tổng thống có quyền gửi trả một dự luật kèm với ý kiến phản đối về viện Quốc hội thông qua dự luật trước. Dự luật phải được ít nhất hai phần ba số hạ nghị sĩ và thượng nghị sĩ biểu quyết tán thành.[78] Tổng thống cũng có quyền phủ quyết một phần đối với dự luật về thu chi ngân sách nhà nước.[78] Tổng thống không có quyền phủ quyết ngầm: tổng thống phải ký hoặc phủ quyết dự luật chậm nhất là 30 ngày kể từ ngày nhận dự luậtl, nếu không thì dự luật trở thành luật.[79]
- Uzbekistan: tổng thống có quyền phủ quyết toàn phần và sửa đổi.[80] Hạ viện có thể bác bỏ quyền phủ quyết của tổng thống nếu ít nhất hai phần ba số thượng nghị sĩ biểu quyết tán thành.[80] Nếu quyền phủ quyết toàn phần không bị bác bỏ thì dự luật không được thông qua.[80] Nếu quyền phủ quyết sửa đổi không bị bác bỏ thì dự luật trở thành luật với những sửa đổi, bổ sung của tổng thống.[81] Thượng viện có quyền phủ quyết dự luật được Hạ viện thông qua. Hạ viện có thể bác bỏ quyền phủ quyết của Thượng viện nếu ít nhất hai phần ba số thượng nghị sĩ biểu quyết tán thành.[82]

### Châu Âu

Châu Âu

Tổng thống Slovenia không có quyền phủ quyết và quyền phủ quyết của quân chủ Luxembourg bị bãi bỏ vào năm 2008.
- Estonia: tổng thống có quyền đề nghị Nghị viện xem xét lại luật chậm nhất là 14 ngày kể từ ngày nhận luật.[84] Luật phải được ít nhất quá nửa số nghị sĩ Nghị viện biểu quyết tán thành.[85][84] Nếu quyền phủ quyết bị bác bỏ thì tổng thống có thể yêu cầu Tòa án tối cao xem xét tính hợp hiến của luật.[86][84] Trong trường hợp Tòa án tối cao xác định luật không trái với hiến pháp thì tổng thống phải công bố luật.[84] Từ năm 1992 đến năm 2010, tổng thống phủ quyết 59 dự luật và yêu cầu xem xét tính hợp hiến của 11 dự luật.[87]
- Phần Lan: tổng thống có quyền phủ trì hoãn việc công bố luật trong ba tháng.[88] Kể từ khi Phần Lan tuyên bố độc lập vào năm 1917, tổng thống có quyền phủ quyết[89] nhưng quyền hạn này bị hạn chế đáng kể theo sửa đổi hiến pháp 2000.
- Pháp: tổng thống có quyền phủ quyết tạm thời. Tổng thống có quyền đề nghị Nghị viện xem xét lại dự luật chậm nhất là 15 ngày kể từ ngày được thông qua.[90] Tổng thống cũng có quyền đề nghị Hội đồng Bảo hiến xem xét tính hợp hiến của dự luật.[91] Nếu Hội đồng Bảo hiến xác định dự luật trái với hiến pháp thì dự luật bị hủy bỏ.[92]
- Đức: tổng thống ký ban hành dự luật thành luật,[93] là một quyền phủ quyết trên thực tế. Tuy nhiên, quyền hạn này chỉ được sử dụng chín lần kể từ khi Cộng hòa Liên bang Đức được thành lập và được coi là một quyền hạn mang tính nghi lễ.[94][95][96]
- Hungary: tổng thống có quyền đề nghị Tòa án Hiến pháp xem xét tính hợp hiến của dự luật hoặc đề nghị Quốc hội xem xét lại dự luật. Nếu Tòa án Hiến pháp xác định dự luật không trái với hiến pháp thì tổng thống phải ký dự luật.[97] Trong trường hợp dự luật bị gửi trả về Quốc hội thì dự luật phải được ít nhất quá nửa số nghị sĩ Quốc hội biểu quyết tán thành.[98]
- Iceland: tổng thống có quyền phủ quyết dự luật. Dự luật bị phủ quyết vẫn có hiệu lực nhưng được đưa ra trưng cầu ý dân. Năm 2004, Tổng thống Ólafur Ragnar Grímsson là tổng thống đầu tiên sử dụng quyền phủ quyết hai dự luật liên quan đến tranh chấp Icesave.[99] Hai dự luật này được đưa ra trưng cầu ý dân.[99]
- Ireland: tổng thống có quyền đề nghị Tòa án tối cao xem xét tính hợp hiến của một đạo luật sau khi tham khảo ý kiến của Hội đồng Nhà nước.[2] Từ năm 1990 đến năm 2012, quyền hạn này được sử dụng trung bình cứ ba năm một lần.[100] Theo yêu cầu của ít nhất quá nửa số thượng nghị sĩ và ít nhất một phần ba số hạ nghị sĩ và sau khi tham khảo ý kiến của Hội đồng Nhà nước, tổng thống cũng có quyền từ chối ký một dự luật "có tầm quan trọng quốc gia" trừ phi dự luật được thông qua trong một cuộc trưng cầu ý dân hoặc được Hạ viện khóa mới thông qua. Cuộc trưng cầu ý dân hoặc cuộc bầu cử Hạ viện phải được tổ chức chậm nhất là 18 tháng kể từ ngày tổng thống từ chối ký dự luật.[101] Quyền hạn này chưa bao giờ được sử dụng vì chính phủ gần như luôn chiếm đa số tại Thượng viện.[102]
- Ý: tổng thống có quyền phủ quyết yếu. Tổng thống có quyền đề nghị Nghị viện xem xét lại dự luật. Luật phải được quá nửa số nghị sĩ biểu quyết tán thành.[103] Tuy không thể bác bỏ ý chí của một đa số quyết tâm trong Nghị viện nhưng quyền phủ quyết có thể trì hoãn việc thông qua luật và có thể thuyết phục Nghị viện xem xét lại dự luật. Tổng thống cũng có quyền phủ quyết việc bổ nhiệm bộ trưởng Chính phủ. Ví dụ: Tổng thống Sergio Mattarella phủ quyết việc bổ nhiệm Paolo Savona làm bộ trưởng tài chính vào năm 2018.[104]
- Latvia: tổng thống có quyền đình chỉ một dự luật trong hai tháng chậm nhất là bảy ngày kể từ ngày được thông qua. Trong thời gian đình chỉ, dự luật được đưa ra trưng cầu ý dân nếu ít nhất một phần mười số cử tri yêu cầu.[105] Tổng thống cũng có quyền đề nghị Quốc hội xem xét lại dự luật một lần.[106] Năm 1999, Tổng thống Vaira Vike-Freiberga đề nghị Quốc hội xem xét lại dự Luật Ngôn ngữ nhà nước Latvia, mặc dù dự luật được đa số áp đảo thông qua, vì dự luật có những vấn đề pháp lý, khiến cho Quốc hội sửa đổi dự luật cho phù hợp với tiêu chuẩn pháp lý châu Âu.[107]
- Ba Lan: tổng thống có quyền đề nghị Tòa án Hiến pháp xem xét tính hợp hiến của dự luật hoặc đề nghị Sejm xem xét lại dự luật.[108] Nếu Tòa án Hiến pháp xác định dự luật trái với hiến pháp thì dự luật không được công bố. Nếu tổng thống đề nghị Sejm xem xét lại dự luật thì dự luật phải được ít nhất ba phần năm số nghị sĩ Sejm biểu quyết tán thành.[109]
- Bồ Đào Nha: tổng thống có quyền đề nghị Quốc hội xem xét lại dự luật. Dự luật phải được quá nửa tổng số nghị sĩ Quốc hội biểu quyết tán thành. Tổng thống cũng có quyền đề nghị Tòa án Hiến pháp xem xét tính hợp hiến của dự luật.[2] Nếu Tòa án Hiến pháp xác định dự luật trái với hiến pháp thì dự luật không được công bố, trừ phi ít nhất hai phần ba số nghị sĩ Quốc hội biểu quyết tán thành dự luật.[110] Ngoài ra, tổng thống có quyền phủ quyết tuyệt đối đối với pháp lệnh của Chính phủ.[111] Quyền phủ quyết của tổng thống thường khiến cho dự luật được sửa đổi.[112] Đại diện Nhà nước tại các vùng tự trị của Bồ Đào Nha có quyền phủ quyết hoặc đề nghị Tòa án Hiến pháp xem xét tính hợp hiến của luật địa phương. Luật địa phương phải được ít nhất quá nửa tổng số thành viên hội đồng địa phương biểu quyết tán thành.[113]
- Tây Ban Nha: Hiến pháp Tây Ban Nha quy định Thượng viện có quyền phủ quyết dự luật chậm nhất là hai tháng kể từ ngày nhận dự luật nếu ít nhất quá nửa số thượng nghị sĩ biểu quyết tán thành.[114] Quyền phủ quyết của Thượng viện có thể bị Đại hội Đại biểu bác bỏ nếu ít nhất quá nửa tổng số đại biểu biểu quyết tán thành.[115] Ngoài ra, Chính phủ có quyền phủ quyết một dự luật tăng chi ngân sách hoặc giảm thu ngân sách nhà nước,[116] được gọi là quyền phủ quyết ngân sách (veto presupuestario).
- Ukraina: tổng thống có quyền gửi trả dự luật kèm với đề xuất sửa đổi về Verkhovna Rada. Verkhovna Rada có thể bác bỏ quyền phủ quyết nếu ít nhất hai phần ba số dân biểu biểu quyết tán thành. Nếu quyền phủ quyết không bị bác bỏ thì Verkhovna Rada quyết định chấp nhận đề xuất sửa đổi theo quá nửa số dân biểu, nếu không thì dự luật không được thông qua.[117]
- Anh Quốc: quân chủ có hai cách phủ quyết một dự luật. Dự luật được Quốc hội thông qua phải được quân chủ (hoặc đại diện của quân chủ) ngự phê để trở thành luật. Về mặt pháp lý, quân chủ có quyền từ chối ngự phê một dự luật. Lần cuối cùng quyền hạn này được sử dụng là vào năm 1708, khi Nữ vương Anne I phủ quyết dự Luật Dân quân Scotland. Quân chủ cũng có quyền phủ quyết dự luật tác động đến đặc quyền hoàng gia, ví dụ như đặc quyền chiến tranh, hoặc việc cá nhân của quân chủ, ví dụ như thu nhập hoàng gia hoặc tài sản thừa kế). Theo quy ước, dự luật tác động đến những vấn đề này phải được quân chủ đồng ý trước khi được thảo luận tại Quốc hội và phải được ngự phê. Hiện tại, quyền đồng ý của của quân chủ chỉ được sử dụng theo đề nghị của Nội các. Ví dụ: dự Luật Hành động quân sự chống Iraq (sự phê chuẩn của Quốc hội) bị Nữ vương Elizabeth II từ chối lần đọc thứ hai vào năm 1999.[118]
  -  Scotland,  Wales và  Bắc Ireland: Điều 35 Luật Scotland 1998, Điều 114 Luật Chính phủ Wales 2006 và Điều 14 Luật Bắc Ireland 1998 quy định quốc vụ khanh Scotland, Wales và Bắc Ireland có quyền từ chối trình dự luật được Nghị viện Scotland, Wales hoặc Bắc Ireland thông qua trước quân chủ để ngự phê nếu cho rằng dự luật điều chỉnh và tác động xấu đến lĩnh vực lập pháp thuộc quyền bảo lưu của Quốc hội. Quyền hạn này được sử dụng lần đầu tiên để phủ quyết dự Luật Cải cách công nhận giới tính (Scotland) vào năm 2023.[119]

### Châu Đại Dương

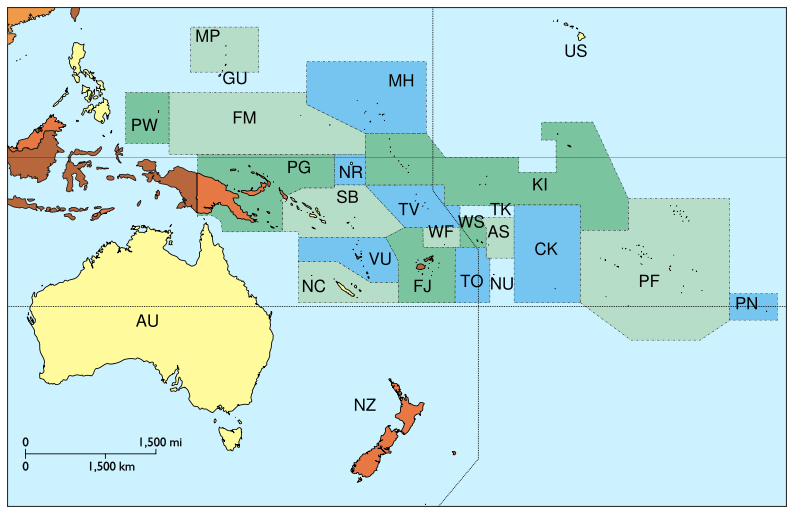
Châu Đại Dương

- Úc: Hiến pháp Úc quy định quân chủ có quyền phủ quyết một dự luật đã được toàn quyền ngự phê chậm nhất là một năm kể từ ngày được ngự phê[120] nhưng quyền hạn này chưa bao giờ được sử dụng. Về mặt pháp lý, toàn quyền có quyền từ chối ngự phê một dự luật đã được Quốc hội thông qua trái với đề nghị của thủ tướng.[121] Tuy nhiên, toàn quyền chấp hành quyết định của Quốc hội trong vấn đề pháp luật, không phải của chính phủ. Do đó, khi Quốc hội thông qua một dự luật trái với chủ trương của chính phủ thiểu số, chính phủ có thể từ chức nhưng không thể đề nghị phủ quyết dự luật.[121][122] Từ năm 1986, quân chủ và Quốc hội Anh không còn quyền bãi bỏ văn bản của thống đốc hoặc nghị viện của các tiểu bang của Úc. Đại khái thống đốc thực hiện quyền công bố luật từng thuộc về quân chủ: tại tất cả các tiểu bang và vùng lãnh lãnh thổ, ngoại trừ Lãnh thổ Thủ đô Úc, dự luật phải được thống đốc tiểu bang hoặc người đứng đầu lãnh thổ công bố.[123]
- Liên bang Micronesia: tổng thống có quyền phủ quyết luật của Quốc hội[124] chậm nhất là mười ngày kể từ ngày được thông qua hoặc 30 ngày nếu Quốc hội đang ngừng họp.[124] Luật phải được ít nhất ba trong bốn đoàn nghị sĩ tiểu bang biểu quyết tán thành, mỗi đoàn nghị sĩ tiểu bang có một phiếu.[125]
- Fiji: Hiến pháp Fiji 2013 quy định tổng thống không có quyền phủ quyết luật của Nghị viện đơn viện. Trước đó, Nghị viện lưỡng viện và Thượng viện có quyền phủ quyết dự luật được Hạ viện thông qua.
- New Zealand: Nội quy Viện Dân biểu quy định Chính phủ có quyền phủ quyết dự luật, sửa đổi hoặc kiến nghị tác động đến dự toán ngân sách nhà nước tại lần đọc thứ ba trước khi được thông qua, được gọi là quyền phủ quyết tài chính.[126][127] Quyền phủ quyết tài chính được quy định vào năm 1996.[127]
- Tonga: Hiến pháp Tonga quy định quân chủ có quyền từ chối ngự phê dự luật được Hội đồng Lập pháp thông qua.[128] Tháng 11 năm 2011, Hội đồng Lập pháp thông qua một dự luật giảm khung hình phạt của tội tàng trữ vũ khí trái phép, một tội danh mà hai thành viên Hội đồng Lập pháp mới bị truy tố. Theo đề nghị của phe đối lập, quốc vương phủ quyết dự luật vào tháng 12 năm 2011.[129]

### Hiến pháp được trích dẫn
- Benin: "Constitution de la République du Bénin" (bằng tiếng French). ngày 28 tháng 9 năm 2020. Bản gốc lưu trữ ngày 2 tháng 7 năm 2022. Truy cập ngày 15 tháng 6 năm 2022.{{Chú thích web}}:  Quản lý CS1: ngôn ngữ không rõ (liên kết)
  - "Constitution of the Republic of Benin" (PDF). Jessie L. Matthews biên dịch. Oxford University Press. 1990. Truy cập ngày 15 tháng 6 năm 2022.
- Cameroon: "LA CONSTITUTION de la République du Cameroun" (PDF) (bằng tiếng French). Truy cập ngày 22 tháng 6 năm 2022.{{Chú thích web}}:  Quản lý CS1: ngôn ngữ không rõ (liên kết)
  - "Cameroon 1972 (rev. 2008) Constitution". Comparative Constitutions Project. 2008. Truy cập ngày 23 tháng 6 năm 2022.
- Canada: "THE CONSTITUTION ACTS, 1867 to 1982". Government of Canada. ngày 10 tháng 6 năm 2022. Truy cập ngày 23 tháng 6 năm 2022.
- Dominican Republic: "República Dominicana 2015 Constitución" (bằng tiếng Spanish). Comparative Constitutions Project. 2015. Truy cập ngày 23 tháng 6 năm 2022.{{Chú thích web}}:  Quản lý CS1: ngôn ngữ không rõ (liên kết)
  - "Dominican Republic 2015 Constitution". Comparative Constitutions Project. 2015. Truy cập ngày 23 tháng 6 năm 2022.
- Estonia:  "The Constitution of the Republic of Estonia". Riigi Teataja. ngày 22 tháng 7 năm 2011. Truy cập ngày 14 tháng 6 năm 2022.
- France: "Constitution of October 4, 1958". Assemblée Nationale. ngày 23 tháng 7 năm 2008. Truy cập ngày 16 tháng 6 năm 2022.
- Georgia: "Georgia's Constitution of 1995 with Amendments through 2018" (PDF). Comparative Constitutions Project. 2018. Truy cập ngày 12 tháng 6 năm 2022.
- Hungary: "Hungary 2011 (rev. 2016) Constitution". Comparative Constitutions Project. 2016. Truy cập ngày 23 tháng 6 năm 2022.
- Indonesia: "The 1945 Constitution of the Republic of Indonesia" (PDF). Constitutional Court of the Republic of Indonesia. 2015. Truy cập ngày 22 tháng 6 năm 2022.
- Iran: "Iran (Islamic Republic of)'s Constitution of 1979 with Amendments through 1989" (PDF). 1989. Truy cập ngày 22 tháng 6 năm 2022.
- Japan: "日本国憲法" (bằng tiếng Japanese). The House of Representatives. 1946. Truy cập ngày 23 tháng 6 năm 2022.{{Chú thích web}}:  Quản lý CS1: ngôn ngữ không rõ (liên kết)
  - "The Constitution of Japan". Prime Minister of Japan and His Cabinet. 1946. Truy cập ngày 22 tháng 6 năm 2022.
- Korea, South: "대한민국헌법" (bằng tiếng Korean). ngày 25 tháng 2 năm 1988. Truy cập ngày 21 tháng 6 năm 2022.{{Chú thích web}}:  Quản lý CS1: ngôn ngữ không rõ (liên kết)
  - "Constitution of the Republic of Korea". Statutes of the Republic of Korea. Korea Law Translation Center. Truy cập ngày 21 tháng 6 năm 2022.
- Latvia: "THE CONSTITUTION OF THE REPUBLIC OF LATVIA". Latvijas Vēstnesis. 2018. Truy cập ngày 23 tháng 6 năm 2022.
- Micronesia, Federated States of: "Micronesia (Federated States of) 1978 (rev. 1990) Constitution". Comparative Constitutions Project. 1990. Truy cập ngày 23 tháng 6 năm 2022.
- Philippines: "The Constitution of the Republic of the Philippines". Official Gazette of the Republic of the Philippines. ngày 2 tháng 2 năm 1987. Truy cập ngày 22 tháng 6 năm 2022.
- Poland: "THE CONSTITUTION OF THE REPUBLIC OF POLAND OF 2nd APRIL, 1997". 1997. Truy cập ngày 22 tháng 6 năm 2022.
- Portugal: "CONSTITUTION OF THE PORTUGUESE REPUBLIC: SEVENTH REVISION [2005]" (PDF). 2005. Truy cập ngày 22 tháng 6 năm 2022.
- South Africa: "Constitution of the Republic of South Africa, 1996". Government of South Africa. 2022.
- Spain: "La Constitución española de 1978" (bằng tiếng Spanish). Congreso de los deputados. 2003. Truy cập ngày 23 tháng 6 năm 2022.{{Chú thích web}}:  Quản lý CS1: ngôn ngữ không rõ (liên kết)
  - "Spain's Constitution of 1978 with Amendments through 2011" (PDF). Comparative Constitutions Project. 2011. Truy cập ngày 22 tháng 6 năm 2022.
- Tonga: "Constitution of the Kingdom of Tonga" (PDF). Bản gốc (PDF) lưu trữ ngày 19 tháng 1 năm 2012.
- Uganda: "Uganda 1995 (rev. 2017) Constitution". Comparative Constitutions Project. 2017. Truy cập ngày 23 tháng 6 năm 2022.
- United States: "Constitution of the United States". U.S. Senate. Truy cập ngày 21 tháng 6 năm 2022.
- Uzbekistan: "Constitution of the Republic of Uzbekistan". UZINFOCOM. 2014. Truy cập ngày 22 tháng 6 năm 2022.
- Zambia: "Zambia 1991 (rev. 2016) Constitution". Comparative Constitutions Project. 2016. Truy cập ngày 23 tháng 6 năm 2022.